# A Fada Oriana
A Fada Oriana é um infantojuvenil escrito por Sophia de Mello Breyner Andresen em 1958.
Constitui-se num texto emblemático da literatura infanto-juvenil portuguesa, pois fala da construção do ser e da aquisição de valores fundamentais pelo indivíduo.
O livro foi traduzido para tétum com o título Fada Oriana por João Paulo T. Esperança e Emília Almeida de Araújo.

## Enredo
A personagem principal é uma fada do bem, que foi incumbida de zelar por uma floresta, seus habitantes, animais e plantas. Mas ao fim de muito tempo fica amiga de um peixe, e ao contemplar a própria imagem refletida no rio, encanta-se pela mesma. Iludida pelas palavras do amigo peixe, acaba por descuidar e abandonar a floresta, com graves consequências. Privada de seus poderes como punição, vai para a cidade procurar os seus protegidos, iniciando uma jornada de autoconsciência e de reparação dos males que causou por sua omissão.